# Новый ять
Но́вый ять — название дифтонгического удлинённого звука [ě] в южных памятниках древнерусского языка, который развился в XII веке после падения редуцированных гласных [ь] и [ъ] из этимологического [e] в новых закрытых слогах (шѣсть, пѣчь). Термин «новый ять» впервые предложил русский языковед А. И. Соболевский.
На письме обозначался буквой ѣ, например: камѣнь, матѣрь (из более ранних камень, матерь). Его звучание отличалось от звучания древнего [ě], поэтому в течение XIII века не фиксируется переход «нового ятя» в [ɪ] (на письме — «и»), тогда как в случае с древним [ě] переход обычен: укр. дитина, сидіти (а также диал. укр. мизинець) < праслав. *dětina, *sěděti, *mězinecь. В процессе дальнейшего развития украинского языка «новый ять», подобно «старому», перешёл в гласный [i] (совр. укр. камінь, матір), то есть случился икавизм.
В современных украинских говорах ареалы рефлексов гласного [e] в новозакрытых слогах в целом совпадают с ареалами рефлексов[чего?].
В случае раскрытия слога, например, при склонении слов, переход [e] в «новый ять» и [і] не происходит: укр. камінь — каменя, матір — матері, Київ — Києва.